# L'eroe innamorato
L'eroe inmamorato (Pluto's Heart Throb) è un film del 1950 diretto da Charles A. Nichols. È un cortometraggio animato della serie Pluto, prodotto dalla Walt Disney Productions e uscito negli Stati Uniti il 6 gennaio 1950, distribuito dalla RKO Radio Pictures. A partire dagli anni novanta è più noto come Le pene d'amore di Pluto.

## Trama
Mentre va a passeggio per la città, Pluto incontra Dinah e, grazie a Cupido, i due si innamorano, ma improvvisamente vengono interrotti da Butch. I due cani maschi competono per la cagnetta e, quando lei se ne va, Butch picchia Pluto. Dinah scopre quando accaduto e vede Pluto ridotto male. Per far riprendere Pluto, Dinah vorrebbe bagnarlo con dell'acqua, così chiede a Butch di tenere un tubo per innaffiare, mentre lei apre il rubinetto. Butch decide di infilare il tubo in bocca al suo rivale, ma la bassotta si arrabbia e lo caccia via. Pluto si sente meglio, ma poi ritorna Butch che bacia Dinah, spezzando il cuore di Pluto, che se ne va. Mentre Butch tenta di baciarla, Dinah perde l'equilibrio e cade in piscina rischiando di affogare. Butch ha paura dell'acqua, ma per fortuna Pluto riesce a salvarla in tempo. Butch se ne va via tristemente e Dinah ringrazia amorosamente Pluto per averla salvata.

## Distribuzione

### Edizioni home video

#### VHS
- Serie oro - Pluto (ottobre 1985)[1]
- Topolino amore mio (febbraio 1996)[2]
- Disney cuori & amori (febbraio 2004)[3]

#### DVD
Il cortometraggio è incluso nel DVD Disney cuori & amori uscito il 12 febbraio 2004.